# Antoinette Bonner
Pour les articles homonymes, voir Bonner.
Antoinette Bonner (1892–1920) est une voleuse de bijoux roumano-américaine. Agissant en tant qu'agente pour les marchands de diamants de Maiden Lane à New York, elle vend des bijoux à des femmes de la haute société et devient connue sous le nom de « Reine des diamants ». Née en Roumanie, elle apprend l'expertise des pierres précieuses auprès de son père et immigre ensuite aux États-Unis. En 1913, elle est accusée de vol qualifié après avoir omis de payer 150 000 à 250 000 dollars de bijoux qu'elle a acquis sur mémoire auprès d'une dizaine de courtiers en diamants différents. Elle s'enfuit en France et est arrêtée à Paris en 1914. Après son extradition vers les États-Unis, elle est acquittée des accusations. Plus tard, en 1920, elle est à nouveau accusée d'avoir volé des bijoux à Manhattan. Lorsque la police arrive dans un bureau du Park Row Building pour l'arrêter, elle crie « vous ne me prendrez jamais vivante » et avale une fiole de cyanure de potassium, se suicidant.

## Jeunesse
Antoinette Bonner est née en Roumanie en 1892. Son père et d’autres hommes de sa famille sont marchands de bijoux. Dès l'âge de six ans, on lui apprend à évaluer les bijoux, notamment à déterminer leur couleur et leur clarté. Elle immigre aux États-Unis et est reconnue comme experte dans le métier à l'âge de 20 ans. Bonner est décrite comme une femme attirante et une « femme dotée d'un certain charme personnel ».

## Carrière

### Les débuts
Bonner est active dans le commerce de bijoux à New York dès 1911. Elle s'associe à Joseph B. Brescher, un autre immigrant venu de Roumanie qui travaille dans le secteur de la bijouterie depuis des années. Lui et Bonner se lancent en affaires ensemble, et établissent finalement des bureaux dans le bâtiment Marbridge sur Broadway. Brescher (qui utilise également le nom de famille Kislinger) dépose le bilan en mars 1912. Ensemble, Bonner et Brescher se bâtissent une réputation d’honnêteté et de ponctualité auprès de plusieurs marchands de bijoux de New York. Ils utilisent le système des mémorandums, alors courant parmi les marchands de diamants, selon lequel les pierres précieuses sont remises aux agents « sur mémorandum » et la valeur en espèces ou la marchandise est ensuite restituée sur demande.

### Vol de bijoux et fuite en France
En 1913, Bonner et Brescher ont conclu des accords avec plusieurs marchands de diamants. L’un de leurs plus gros clients est Francis E. Cocks, un courtier en diamants de New York. Bonner vend des bijoux qu'elle acquit auprès de Cocks et qui valent des centaines, voire des milliers de dollars, à des clientes qui, selon elle, sont des femmes de la haute société. Dans la seconde moitié de 1913, Cocks donne au couple des bijoux d'une valeur de 183 000 $, dont une grande partie ont été obtenue par lui-même sur mémorandum. Bonner et Brescher payent 105 000 $ à Cocks, mais ne remboursent pas les 78 000 $ restants. En octobre 1913, les créanciers de Cocks exigent la restitution des bijoux. Il ne peut pas les produire et est placé en état d'arrestation.
Un grand jury entend l'affaire le 14 novembre 1913, et Cocks explique que Bonner et Brescher ont pris les bijoux sur mémorandum. Au moins neuf autres marchands de diamants sont convoqués devant le grand jury et il est découvert que plus de 150 000 $ de bijoux manquent. Pendant ce temps, on n'a plus entendu parler de Brescher ni de Bonner depuis le 31 octobre. Bonner s'est fait virer 7 000 $ à Paris et on pense que Brescher se rend à Bucarest, d'où il est originaire. Il est découvert que Bonner, Brescher et son frère ont vendu certains des bijoux manquants à un prêteur sur gage. D'autres bijoux sont retrouvés dans d'autres prêteurs sur gage et trois autres hommes sont impliqués dans leur vente. Deux jours plus tard, un mandat d'arrêt est émis à son encontre par le procureur. Un article du New York Times indique que Bonner et Brescher ont disparu avec entre 150 000 et 250 000 dollars provenant d'entreprises de Maiden Lane. Selon un avocat représentant les bijoutiers qu'elle a escroqués, Bonner a légalement vendu pour environ 1 million de dollars de bijoux au cours des deux années précédant sa fuite du pays. On lui attribue des surnoms colorés dans les journaux, notamment la « Reine des diamants », « Miss Améthyste » et « La Reine des femmes de confiance ».

### Arrestation et extradition
Une chasse à l'homme internationale pour retrouver Bonner et Brescher est menée par la police et des détectives privés engagés par les marchands de diamants. Le couple échappe aux autorités jusqu'à leur arrestation à Paris en mai 1914. Leur extradition est reportée en raison du déclenchement de la Première Guerre mondiale. Accusés de vol qualifié d'une lavallière d'une valeur de 685 $, ils sont acquittés en raison d'un acte d'accusation erroné. Dans son témoignage, Bonner déclare qu'elle est simplement allée en Europe pour trouver des acheteurs pour les pierres précieuses. Le couple est détenu en attendant d'être jugé pour d'autres chefs d'accusation, mais les charges sont finalement abandonnées après qu'une grande partie de la marchandise ait été récupérée dans des prêteurs sur gage.

### Deuxième arrestation et suicide
Bonner continue sa collaboration avec Brescher après leur acquittement. En 1920, elle se procure 75 pierres précieuses brutes d'une valeur de 2 000 $ auprès d'un marchand de la New York Novelty Company. Le concessionnaire, incapable d'obtenir une indemnisation, la dénonce à la police. Ils arrivent au bureau de Brescher, au 14e étage de l'immeuble Park Row, le 5 mars 1920, pour l'arrêter, accusée de vol qualifié. Lors de son arrestation, elle se libère des griffes du détective et crie « vous ne me prendrez jamais vivante » avant de sortir une fiole de cyanure de potassium de son sac à main et d'avaler le poison. ,,. Une ambulance est appelée et l'emmene à l'hôpital Volunteer, où elle décède, étant déjà moribonde. Elle a 32 ans.Dans son sac à main, la police trouve plusieurs centaines de dollars en espèces et environ 30 000 dollars de diamants.

## Remarques
1. ↑  Certaines sources indiquent que le poison utilisé est de la strychnine[1].